# Unió Esportiva Figueres
L'Unió Esportiva Figueres è una squadra di calcio spagnola che ha sede a Figueres, nella comunità autonoma della Catalogna.
Fondato nel 1919 e rifondato nel 2007, il club partecipa al campionato di Primera Catalana e gioca le partite casalinghe all'Estadi Municipal de Vilatenim, che ha una capienza di 9 472 posti.

## Storia
Figueres è stata fondata per la prima volta il 13 aprile 1919 e il primo presidente ad essere eletto è stato Bernat Palmer e le partite casalinghe si giocavano al Camp de l'Horta de l'Institut Nel 1983 il club ha raggiunto per la prima volta la Segunda División B e tre anni dopo è stato promosso in Segunda División, dove è rimasto per sette stagioni arrivando anche una volta ai playoff per la promozione ne LaLiga quando, dopo essersi classificato al terzo posto nella stagione, ha perso contro il Cádiz. Negli anni successivi Figueres è rimasta sempre nel terzo livello del campionato spagnolo, competendo di tanto in tanto per la promozione.
Il 27 giugno 2007 il principale azionista ha trasferito il club a Castelldefels a causa dello scarso sostegno del pubblico e ad agosto 2007 l'UE Figueres è stata rifondata dagli azionisti di minoranza, con la squadra che ha iniziato a giocare nella divisione più bassa del calcio spagnolo, la Tercera Catalana.

## Giocatori famosi
| - Marc Pujol - Justo Ruiz - Juan Cuyami - Francisco Carrasco - Luis Cembranos - Martín Domínguez - Pere Gratacós | - Toni Jiménez - Tintín Márquez - Albert Serra - Tito Vilanova - Tab Ramos - Peter Vermes - José Herrera |

## Allenatori famosi
- Pichi Alonso
- Francisco
- Mané

## Palmarès

### Competizioni nazionali
- Tercera División: 1

1959-1960
- Segunda División B: 1

1985-1986 (gruppo I)

### Competizioni regionali
- Primera Catalana: 1

2011-2012